# Hume Township (Illinois)
Die Hume Township ist eine von 22 Townships im Whiteside County im Nordwesten des US-amerikanischen Bundesstaates Illinois. Im Jahr 2010 hatte die Hume Township 411 Einwohner.

## Geografie
Die Hume Township liegt im Nordwesten von Illinois an der Mündung des Elkhorn River in den Rock River. Der Mississippi, der die Grenze zu Iowa bildet, liegt rund 50 km östlich; die Grenze zu Wisconsin befindet sich rund 90 km nördlich.
Die Hume Township liegt auf 41°43′04″ nördlicher Breite und 89°47′51″ westlicher Länge und erstreckt sich über 77,95 km², die sich auf 76,4 km² Land- und 1,55 km² Wasserfläche verteilen. 
Die Hume Township liegt im südöstlichen Zentrum des Whiteside County und grenzt im Norden an die Hopkins Township, im Nordosten an die Coloma Township, im Osten an die Montmorency Township, im Südosten an die Hahnaman Township, im Süden an die Tampico Township, im Westen an die Prophetstown Township sowie im Nordwesten an die Lyndon Township.

## Verkehr
Die Interstate 88, die die Quad Cities mit Chicago verbindet, führt In West-Ost-Richtung durch den nördlichsten Winkel der Township. Durch den Südwesten der Township führt die Illinois State Route 172. Alle weiteren Straßen sind County Roads oder weiter untergeordnete und zum Teil unbefestigte Fahrwege.
Mit dem Whiteside County Airport befindet sich ein kleiner Flugplatz rund 10 km östlich der Hume Township. Die nächstgelegenen größeren Flughäfen sind der rund 95 km nordöstlich gelegene Chicago Rockford International Airport und der rund 80 km südwestlich gelegene Quad City International Airport.

## Demografische Daten
Nach der Volkszählung im Jahr 2010 lebten in der Hume Township 411 Menschen in 156 Haushalten. Die Bevölkerungsdichte betrug 5,4 Einwohner pro Quadratkilometer. In den 156 Haushalten lebten statistisch je 2,63 Personen. 
Ethnisch betrachtet setzte sich die Bevölkerung zusammen aus 99 Prozent Weißen sowie 1 Prozent (vier Personen) aus anderen ethnischen Gruppen. Unabhängig von der ethnischen Zugehörigkeit waren 3,2 Prozent der Bevölkerung spanischer oder lateinamerikanischer Abstammung. 
23,8 Prozent der Bevölkerung waren unter 18 Jahre alt, 61,4 Prozent waren zwischen 18 und 64 und 14,8 Prozent waren 65 Jahre oder älter. 47,7 Prozent der Bevölkerung war weiblich.
Das mittlere jährliche Einkommen eines Haushalts lag bei 42.353 USD. Das Pro-Kopf-Einkommen betrug 16.167 USD. 36,6 Prozent der Einwohner lebten unterhalb der Armutsgrenze.

## Orte
Außer Streubesiedlung existieren in der Hume Township keine Siedlungen. 